# Rachispoda cryptochaeta
Rachispoda cryptochaeta är en tvåvingeart som först beskrevs av Oswald Duda 1918.  Rachispoda cryptochaeta ingår i släktet Rachispoda, och familjen hoppflugor. Arten är reproducerande i Sverige.